# Blähglas

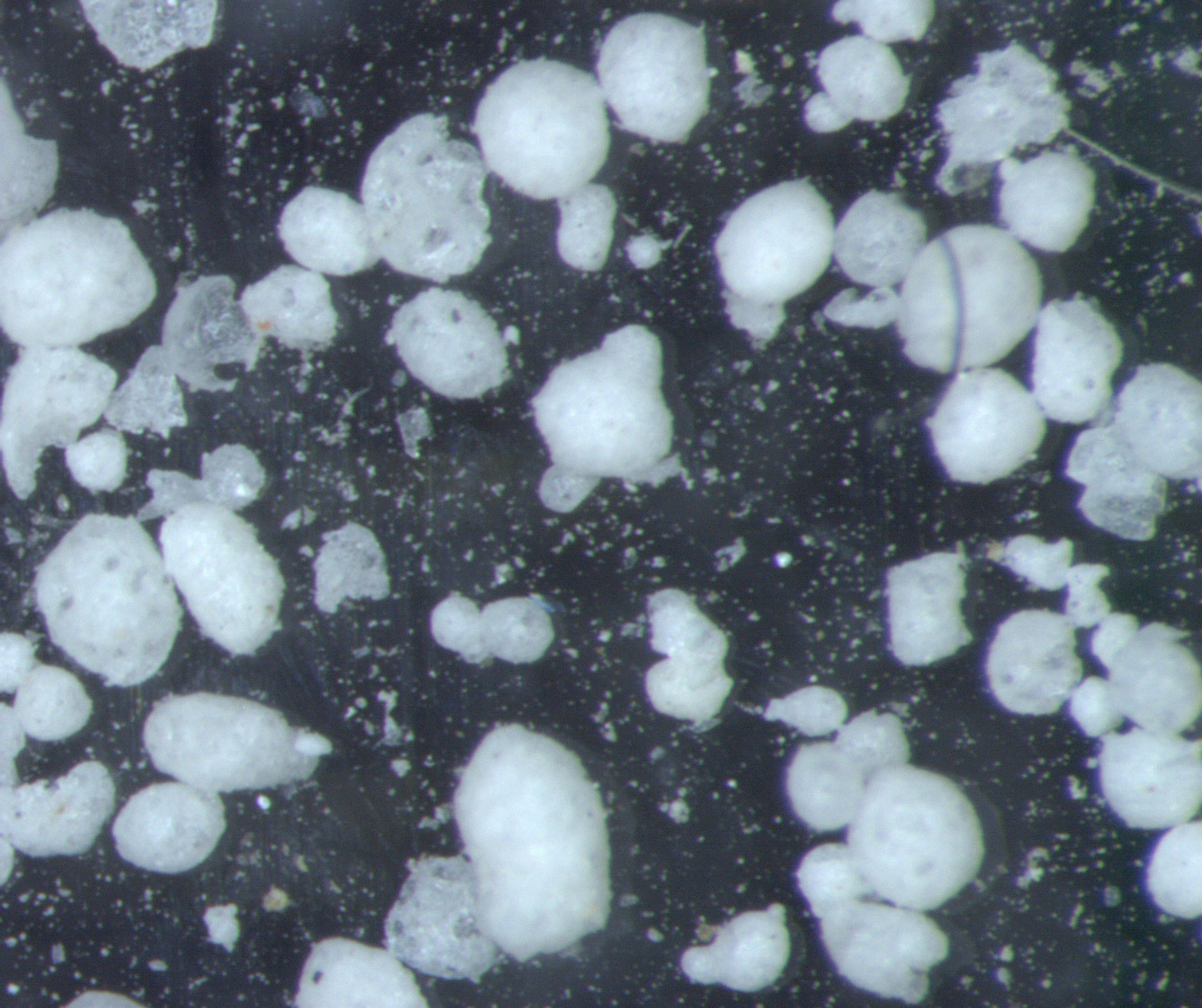
Blähglas unter dem Mikroskop

Blähglas oder Blähglasgranulat ist ein Baustoff aus recyceltem Altglas, der bei der Herstellung von Leichtbeton, Leichtputz, Leichtmauermörtel und in Wärmedämmplatten, Wärmedämmschüttungen, Putzträgerplatten, vorgehängten Fassadensystemen und Dekorfarben zum Einsatz kommt. 
Blähglas ist aufgeschäumtes Glas mit kleinen, gasgefüllten Poren und kann in Körnungen von 0,04–16 mm produziert werden. Das Granulat besitzt eine geschlossene Gitterstruktur. Im Gegensatz zum kantigen, gebrochenen Schaumglas(schotter), der in einem ähnlichen Verfahren produziert wird, jedoch auf Druck verdichtet, besteht Blähglas(-granulat) aus Kugeln/Rundkörnern, die eine vielseitige Verarbeitung ermöglichen. Schüttungen aus Blähglas sind sehr leicht und dennoch druckfest, wärmedämmend, alkalibeständig, nicht brennbar, besitzen eine hohe Belastbarkeit und werden von Nagetieren, Schädlingen und Pilzen nicht angegriffen. 

## Herstellung
Blähglas wird aus Altglasscherben produziert. Hierfür werden vorwiegend Glasfraktionen kleiner als 8 mm verwendet, die für das Wiederaufschmelzen zur Produktion von Recyclingflaschen und -behältern energetisch ungünstig erscheinen.
Das für die Herstellung verwendete Altglas wird zuerst in Mühlen zu Glasmehl zerkleinert, anschließend mit Binde- und Blähmittel (beispielsweise Kohlestaub und Zuckerlösungen) vermengt und im weiteren Verlauf granuliert. Bei Temperaturen von 800 bis 900 °C im Drehrohrofen expandiert das Granulat und es bilden sich feine Gasporen im Korninneren. Sobald das Blähglas abgekühlt ist, wird es durch einen Siebvorgang in verschiedene Korngrößen aufgeteilt.

## Eigenschaften
Blähglas ist sehr leicht, rund und bruchkornfrei, hoch wärmedämmend, druckstabil, nicht brennbar, säurebeständig, schädlingssicher und leicht zu bearbeiten.
Recycling ist prinzipiell möglich, indem das Blähglas wieder eingeschmolzen wird.

## Verwendung
Leichtzuschlag z. B. in: 
- Trockenmörtel und bauchemischen Produkten: Putze, Klebe- und Armierungsmörtel, Fliesenkleber
- gebundenen und ungebundenen Schüttungen, Wärmedämmschüttungen
- lastabtragende und kapillarbrechende Perimeterdämmung
- Leichtbeton
- Plattensystemen, Trockenbauplatten, Wärmedämmplatten, Putzträgerplatten, vorgehängten Fassadensystemen
- Kunststoffapplikationen
- Sonderanwendungen wie Dekorfarben